# Sel'd' pod shuboi

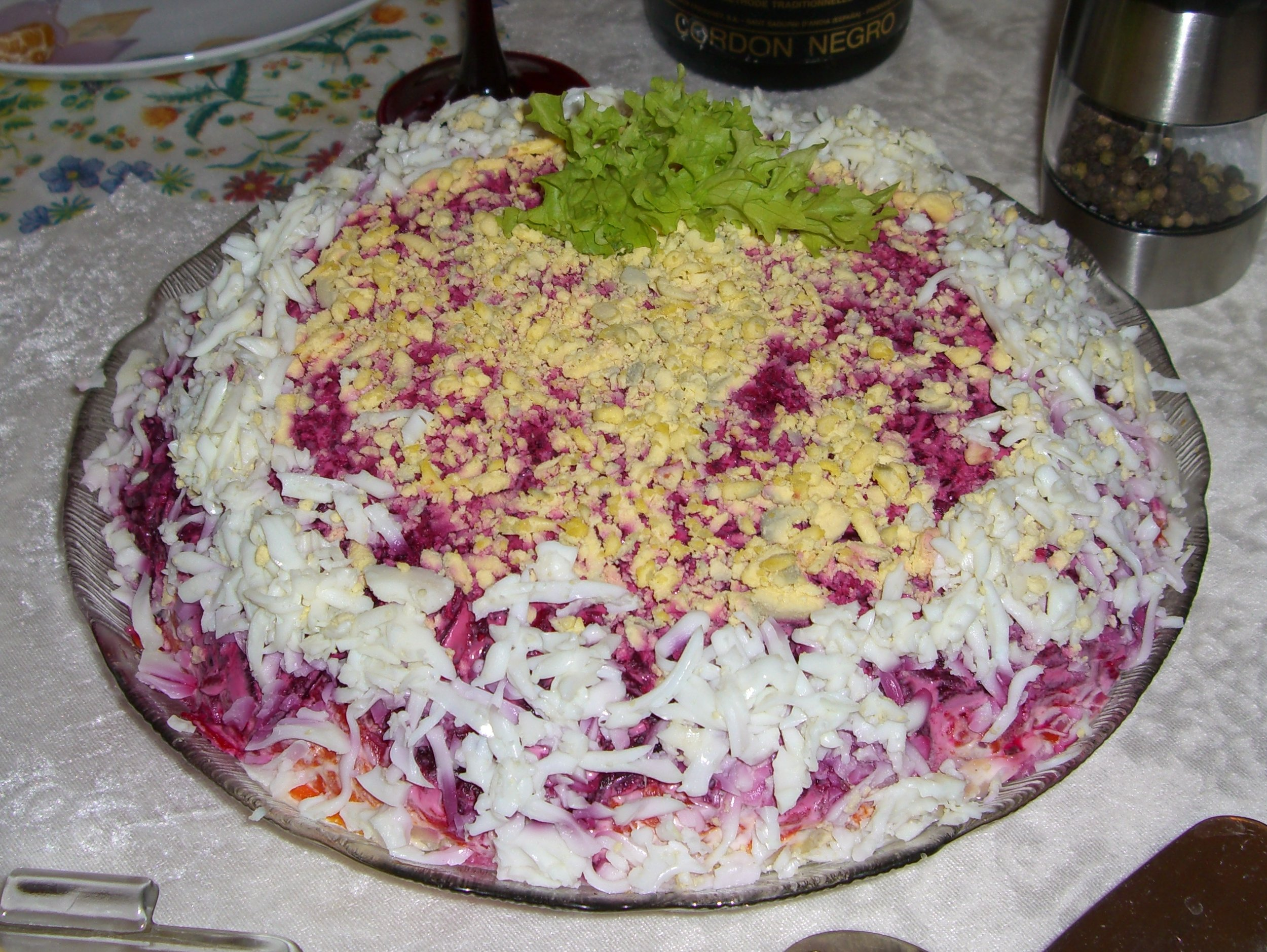
Seld' pod shuboi

Sel'd' pod shuboi (en ruso: сельдь под шубой - sel'd' pod shuboi significa: arenque en abrigo) es una ensalada de capas de verduras cocidas, patatas, zanahorias, remolachas), cebollas picadas y mayonesa sobre una capa de arenque salado. Algunas variaciones de esta ensalada incluyen entre sus capas diversos trozos de manzana. El plato es típico de la cocina rusa (así como en algunos países de la ex-URSS) durante los periodos de celebración navideños.

## Características
La ensalada se prepara con verduras cocidas y en ello posee cierta similitud con la preparación de la ensalada rusa. La preparación en capas se hace con el motivo de alternar colores, al emplear las remolachas cocidas aparece el color rojo oscilando con el blanco de las patatas cocidas y huevos duros. En muchos casos la yema de los huevos cocidos es empleada como decoración exterior del plato. Existen versiones vegetarianas de este plato que se elaboran con algas.